# Anatolij Krywonożko
Anatolij Mykołajowycz Krywonożko (ukr. Анато́лій Микола́йович Кривоно́жко, ur. 23 lipca 1965) – ukraiński wojskowy, generał porucznik, pełniący obowiązki dowódcy Sił Powietrznych (od 2024), wcześniej szef Dowództwa Sił Powietrznych „Centrum” (2015–2024). Bohater Ukrainy (2023).

## Życiorys
W latach 2006–2008 Krywonożko był dowódcą 114 Brygady Lotnictwa Taktycznego. Od roku 2015 pełnił funkcję szefa Dowództwa Sił Powietrznych „Centrum”. Jego praca na tym stanowisku była wysoko oceniana przez władze ukraińskie i tak w 2023 roku za „osobistą odwagę” oraz fakt, że „dzięki jego umiejętnemu dowództwu” na podległym sobie obszarze DSP „Centrum” od początku pełnoskalowej wojny zniszczyło ponad 1160 celów powietrznych i ponad sto naziemnych Krywonożko został odznaczony Orderem „Złota Gwiazda”, wraz z którym przysługuje tytuł Bohatera Ukrainy.
29 sierpnia 2024 roku przejął pełnienie obowiązków dowódcy Sił Powietrznych Mykoły Ołeszczuka odwołanego po utracie samolotu F-16, rzekomo zestrzelonego przez ukraińską obronę przeciwlotniczą.